# Zeche Dreckbank
Die Zeche Dreckbank ist ein ehemaliges Steinkohlenbergwerk in Sprockhövel-Herzkamp-Haßlinghausen. Das Bergwerk war auch unter dem Namen Zeche Dreckbank am Sieper Kohlberg bekannt. Ebenfalls bekannt war das Bergwerk unter dem Namen Zeche Drecksbanck.

## Bergwerksgeschichte
Am 3. Februar 1650 erfolgte die Belehnung des Peter im Kleinen Siepen durch Alexander Achilles. Im Jahr 1671 erfolgte dann eine erneute Belehnung. Am 17. Januar des Jahres 1739 erfolgte die Verleihung des Längenfeldes und die Verleihung des Erbstollenrechtes an Johann Kaspar Goebel. In den Jahren 1754 bis 1755 war das Bergwerk in Betrieb. Gemäß den Aufzeichnungen des Amtes Wetter waren im Jahr 1755 Diedrich Wilhelm Westermann und Henrich Peter Scherenberg als Schichtmeister auf dem Bergwerk tätig, Gewerke war Caspar Goebel. In den Jahren 1756, 1758, 1759, 1761 und 1762 war das Bergwerk gemäß den Bergamtsakten nachweislich in Betrieb. Am 19. Juli 1766 erfolgte die Vermessung einer Fundgrube, der noch 106½ Maaßen zusätzlich zugeschlagen wurden. Dadurch hatte das Grubenfeld eine Länge von 6,33 Kilometer und reichte von Horath bis zum Kortenbach. 
Einige Zeit danach wurde das Bergwerk vermutlich stillgelegt, denn im Jahr 1824 wurde der Betrieb des Bergwerks wieder aufgenommen. Die Lösung erfolgte über das Lichtloch Nr. 22 des Tiefen Stock & Scherenberger Stollens. Im darauffolgenden Jahr wurde nur in den Monaten Mai bis November Abbau betrieben. Ab dem März 1826 war das Bergwerk wieder in Betrieb. Im Jahr 1830 war der Schacht Glücksanfang in Betrieb. Ab August 1832 bis mindestens 1847 war das Bergwerk wiederum außer Betrieb. Am 9. Februar erlangt die Gewerkschaft die Erbstollenberechtigung zur Weiterauffahrung des Schlebuscher Erbstollens zur Lösung der Grubenwässer der eigenen und fremder Berechtsamen unter dem Namen Dreckbänker Erbstollen. In den Jahren 1866 und 1867 war das Bergwerk noch in Betrieb. Im Jahr 1889 wurde das Bergwerk durch die Zeche Vereinigte Stock & Scherenberg erworben.

### Förderung und Belegschaft
Die ersten Belegschaftszahlen stammen aus dem Jahr 1754, es waren fünf Bergleute auf dem Bergwerk angelegt. Die ersten Förderzahlen des Bergwerks stammen aus dem Jahr 1830, es wurden 65 Tonnen Steinkohle abgebaut. Die letzten bekannten Förderzahlen des Bergwerks stammen aus dem Jahr 1867, es wurden 1.213 Tonnen Steinkohle abgebaut. Dies war zugleich auch die höchste bekannte Förderung des Bergwerks.